# Unione Sportiva Lecce 1928-1929
Questa pagina raccoglie i dati riguardanti l'Unione Sportiva Lecce nelle competizioni ufficiali della stagione 1928-1929.

## Stagione
Dal 1928 il Lecce inizia ad adottare il giallo-rosso, simbolo della Terra d'Otranto.
I salentini arrivarono secondi nel girone C del Campionato Meridionale 1928-1929, questo gli consentì di partecipare alle semifinali, dove vinsero il girone, ma siccome all'ultima giornata il Cagliari non si presentò alla gara per non far vincere al Palermo, la federazione decise che la squadra Leccese avrebbe dovuto giocare uno spareggio contro il Palermo; spareggio vinto dai salentini per 1-0 sul neutro di Napoli che gli consentì l'accesso alla finale.
La finale contro il Taranto terminò 2-2 dopo i tempi supplementari, e quindi la gara fu ripetuta sul neutro di Bari, vinta dal Lecce per 3-1, risultato che portò alla promozione del Lecce in Serie B per la prima volta nella sua storia.

## Divise
La maglia del Lecce 1928-1929.
| Casa | Alternativa |

## Organigramma societario
L'organigramma del Lecce 1928-1929.
Area direttiva
- Presidente: Fanelli

Area tecnica
- Allenatore: Ferenc Plemich

## Rosa
La rosa del Lecce 1928-1929.
| N. |                   | Ruolo | Calciatore        |
| -- | ----------------- | ----- | ----------------- |
|    | Italia (bandiera) | P     | Moro              |
|    | Italia (bandiera) | P     | Giovanni Panetta  |
|    | Italia (bandiera) | P     | Gustavo Varola    |
|    | Italia (bandiera) | D     | Giovanni Brezzi   |
|    | Italia (bandiera) | D     | Giuseppe Camassa  |
|    | Italia (bandiera) | D     | Pierino Lavè      |
|    | Italia (bandiera) | D     | Giuseppe Mazzotta |
|    | Italia (bandiera) | D     | Mario Miltone     |
|    | Italia (bandiera) | D     | Renzo Vandelli    |
|    | Italia (bandiera) | C     | Oronzo D'Oria     |
|    | Italia (bandiera) | C     | Alberto Gigliesi  |
|    | Italia (bandiera) | C     | Riccardo Mottola  |

| N. |                     | Ruolo | Calciatore         |
| -- | ------------------- | ----- | ------------------ |
|    | Ungheria (bandiera) | C     | Ferenc Plemich     |
|    | Italia (bandiera)   | C     | Oscar Varola       |
|    | Italia (bandiera)   | A     | Secondo Lanza      |
|    | Italia (bandiera)   | A     | Domenico Locatelli |
|    | Italia (bandiera)   | A     | Riccardo Tana      |
|    | Italia (bandiera)   | A     | Celso Zanni        |
|    | Italia (bandiera)   | ?     | Vincenzo Camassa   |
|    | Italia (bandiera)   | ?     | Colucci            |
|    | Italia (bandiera)   | ?     | Teresio Fortino    |
|    | Italia (bandiera)   | ?     | Italo Paterno      |
|    | Italia (bandiera)   | ?     | Carlo Pranzo       |
|    | Italia (bandiera)   | ?     | Michele Rella      |

## Risultati

### Campionato Meridionale

#### Girone di andata
| Arbitro: | Fagioli (Napoli) |

|                   |           |            |
| Arzeni 10’ (rig.) | Marcatori | 85’ Tana I |

| Lecce 15 novembre 1928 2ª giornata                             | Lecce     | 2 – 1 Recupero referto | Biscegliese | Stadio Achille Starace |
| \| \| \| \| \| Zanni Plemich \| Marcatori \| 55’ Berarducci \| |           |                        |             |                        |
|                                                                |           |                        |             |                        |
| Zanni Plemich                                                  | Marcatori | 55’ Berarducci         |             |                        |

| Lecce 18 novembre 1928 3ª giornata                                          | Lecce     | 4 – 2 referto | Gioia | Stadio Achille Starace |
| \| \| \| \| \| Zanni ?’ (rig.), ?’ Locatelli Plemich \| Marcatori \| ? ? \| |           |               |       |                        |
|                                                                             |           |               |       |                        |
| Zanni ?’ (rig.), ?’ Locatelli Plemich                                       | Marcatori | ? ?           |       |                        |

| Molfetta 25 novembre 1928 4ª giornata                                               | Fulgor    | 1 – 3 referto                     | Lecce | Stadio Paolo Poli |
| \| \| \| \| \| Poli 10’ (rig.) \| Marcatori \| 18’ Zanni 30’ Rella I 38’ Plemich \| |           |                                   |       |                   |
|                                                                                     |           |                                   |       |                   |
| Poli 10’ (rig.)                                                                     | Marcatori | 18’ Zanni 30’ Rella I 38’ Plemich |       |                   |

| Lecce 9 dicembre 1928 5ª giornata                     | Lecce     | 2 – 0 referto | San Pasquale | Stadio Achille Starace |
| \| \| \| \| \| Varola II Locatelli \| Marcatori \| \| |           |               |              |                        |
|                                                       |           |               |              |                        |
| Varola II Locatelli                                   | Marcatori |               |              |                        |

| Bari 30 dicembre 1928 6ª giornata                                               | Pizzirani | 1 – 3 Recupero referto          | Lecce | Campo degli Sports |
| \| \| \| \| \| Trombetta 25’ \| Marcatori \| 66’ Locatelli 72’ Zanni Plemich \| |           |                                 |       |                    |
|                                                                                 |           |                                 |       |                    |
| Trombetta 25’                                                                   | Marcatori | 66’ Locatelli 72’ Zanni Plemich |       |                    |

| Lecce 23 novembre 1928 7ª giornata                                                                                                   | Lecce     | 9 – 3 referto                 | Acquavivese | Stadio Achille Starace |
| \| \| \| \| \| Plemich 9’ Lanza 15’, 23’ Zanni 34’, 62’ Pranzo Locatelli ?’, ?’, ?’ \| Marcatori \| 28’, 33’ Cotrufo 79’ La Porta \| |           |                               |             |                        |
| |           |                               |             |                        |
| Plemich 9’ Lanza 15’, 23’ Zanni 34’, 62’ Pranzo Locatelli ?’, ?’, ?’                                                                 | Marcatori | 28’, 33’ Cotrufo 79’ La Porta |             |                        |

#### Girone di ritorno
| Lecce 6 gennaio 1929 8ª giornata | Lecce               | 0 – 2 A tavolino referto | Taranto | Stadio Achille Starace\| Arbitro: \| Otello Sassi (Roma) \| |
| Arbitro:                         | Otello Sassi (Roma) |                          |         |                                                             |

| Bisceglie 20 gennaio 1929 9ª giornata                                            | Biscegliese | 2 – 2 referto           | Lecce |  |
| \| \| \| \| \| Di Reda 22’ Camero 85’ \| Marcatori \| 58’ Locatelli 67’ Zanni \| |             |                         |       |  |
|                                                                                  |             |                         |       |  |
| Di Reda 22’ Camero 85’                                                           | Marcatori   | 58’ Locatelli 67’ Zanni |       |  |

| Gioia del Colle 27 gennaio 1929 10ª giornata                           | Gioia     | 1 – 3 referto                | Lecce |  |
| \| \| \| \| \| Dentivo \| Marcatori \| 43’ Plemich Locatelli Tana I \| |           |                              |       |  |
|                                                                        |           |                              |       |  |
| Dentivo                                                                | Marcatori | 43’ Plemich Locatelli Tana I |       |  |

| Lecce 10 marzo 1929 11ª giornata                                        | Lecce     | 5 – 0 Recupero referto | Fulgor | Stadio Achille Starace |
| \| \| \| \| \| Plemich ?’, ?’ Zanni Tana I Locatelli \| Marcatori \| \| |           |                        |        |                        |
|                                                                         |           |                        |        |                        |
| Plemich ?’, ?’ Zanni Tana I Locatelli                                   | Marcatori |                        |        |                        |

| Bari 10 febbraio 1929 12ª giornata             | San Pasquale | 0 – 1 referto | Lecce |  |
| \| \| \| \| \| \| Marcatori \| 5’ Locatelli \| |              |               |       |  |
|                                                |              |               |       |  |
|                                                | Marcatori    | 5’ Locatelli  |       |  |

| Lecce 17 febbraio 1929 13ª giornata                                                              | Lecce     | 8 – 1 referto | Pizzirani | Stadio Achille Starace |
| \| \| \| \| \| Locatelli ?’, ?’, ?’, ?’ Brezzi D'Oria Plemich ?’, ?’ \| Marcatori \| Molinari \| |           |               |           |                        |
|                                                                                                  |           |               |           |                        |
| Locatelli ?’, ?’, ?’, ?’ Brezzi D'Oria Plemich ?’, ?’                                            | Marcatori | Molinari      |           |                        |

| Acquaviva delle Fonti 24 febbraio 1929 14ª giornata                     | Acquavivese | 2 – 1 referto | Lecce |  |
| \| \| \| \| \| Bolognese 25’ Raimondi 47’ \| Marcatori \| 62’ Tana I \| |             |               |       |  |
|                                                                         |             |               |       |  |
| Bolognese 25’ Raimondi 47’                                              | Marcatori   | 62’ Tana I    |       |  |

### Semifinale

#### Girone di andata
| Lecce 2 giugno 1929 1ª giornata                  | Lecce     | 2 – 0 referto | Palermo | Stadio Achille Starace |
| \| \| \| \| \| Lanza 30’, 63’ \| Marcatori \| \| |           |               |         |                        |
|                                                  |           |               |         |                        |
| Lanza 30’, 63’                                   | Marcatori |               |         |                        |

| Arbitro: | De Crescenzio (Napoli) |

|           |           |                  |
| Pavanello | Marcatori | ?’ (aut.) Casale |

| Lecce 17 giugno 1929 3ª giornata        | Lecce     | 2 – 1 Recupero referto | Cagliari | Stadio Achille Starace |
| \| \| \| \| \| ? ? \| Marcatori \| ? \| |           |                        |          |                        |
|                                         |           |                        |          |                        |
| ?                                       | Marcatori | ?                      |          |                        |

#### Girone di ritorno
| Palermo 23 giugno 1929 4ª giornata                           | Palermo   | 2 – 0 referto | Lecce | Stadio Ranchibile |
| \| \| \| \| \| Monti 66’ (rig.) Negri 90’ \| Marcatori \| \| |           |               |       |                   |
|                                                              |           |               |       |                   |
| Monti 66’ (rig.) Negri 90’                                   | Marcatori |               |       |                   |

| Lecce 30 giugno 1929 5ª giornata                | Lecce     | 1 – 0 referto | Foggia | Stadio Achille Starace |
| \| \| \| \| \| Locatelli 42’ \| Marcatori \| \| |           |               |        |                        |
|                                                 |           |               |        |                        |
| Locatelli 42’                                   | Marcatori |               |        |                        |

| Cagliari 7 luglio 1929 6ª giornata | Cagliari | 0 – 2 A tavolino referto | Lecce | Campo DUX |

#### Spareggio semifinale
| Arbitro: | Rovida (Milano) |

|  |           |           |
|  | Marcatori | 98’ Lanza |

#### Finale
| Arbitro: | Caironi (Milano) |

|                              |           |                  |
| M. Castellano 5’ Cornara 44’ | Marcatori | 17’, 20’ Plemich |

| Arbitro: | Turriti (Firenze) |

|                          |           |                           |
| M. Castellano 61’ (rig.) | Marcatori | 17’ Tana I 55’, 68’ Lanza |

## Statistiche

### Statistiche di squadra
| Competizione           | Punti | In casa | In casa | In casa | In casa | In casa | In casa | In trasferta | In trasferta | In trasferta | In trasferta | In trasferta | In trasferta | Totale | Totale | Totale | Totale | Totale | Totale | DR  |
| Competizione           | Punti | G       | V       | N       | P       | Gf      | Gs      | G            | V            | N            | P            | Gf           | Gs           | G      | V      | N      | P      | Gf     | Gs     | DR  |
| ---------------------- | ----- | ------- | ------- | ------- | ------- | ------- | ------- | ------------ | ------------ | ------------ | ------------ | ------------ | ------------ | ------ | ------ | ------ | ------ | ------ | ------ | --- |
| Girone C               | 22    | 7       | 6       | 0       | 1       | 30      | 9       | 7            | 4            | 2            | 1            | 14           | 8            | 14     | 10     | 2      | 2      | 44     | 17     | +27 |
| Semifinali e spareggio | 9     | 3       | 3       | 0       | 0       | 5       | 1       | 4            | 2            | 1            | 1            | 4            | 3            | 7      | 5      | 1      | 1      | 9      | 4      | +5  |
| Finale                 | -     | -       | -       | -       | -       | -       | -       | 2            | 1            | 1            | 0            | 5            | 3            | 2      | 1      | 1      | 0      | 5      | 3      | +2  |
| Totale                 | -     | 10      | 9       | 0       | 1       | 35      | 10      | 13           | 7            | 4            | 2            | 23           | 14           | 23     | 16     | 4      | 3      | 58     | 24     | +34 |

### Statistiche dei giocatori
Le statistiche dei giocatori del Lecce 1928-1929.
| Giocatore    | Campionato Meridionale | Campionato Meridionale | Campionato Meridionale | Campionato Meridionale |
| Giocatore    | Presenze               | Reti                   | Ammonizioni            | Espulsioni             |
| ------------ | ---------------------- | ---------------------- | ---------------------- | ---------------------- |
| G. Brezzi    | 11                     | 1+                     | ?                      | ?                      |
| G. Camassa   | 0                      | 0                      | ?                      | ?                      |
| V. Camassa   | 0                      | 0                      | ?                      | ?                      |
| Colucci      | 0                      | 0                      | ?                      | ?                      |
| O. D'Oria    | 3                      | 1+                     | ?                      | ?                      |
| T. Fortino   | 0                      | 0                      | ?                      | ?                      |
| A. Gigliesi  | 0                      | 0                      | ?                      | ?                      |
| S. Lanza     | 13                     | 7+                     | ?                      | ?                      |
| P. Lavè      | 14                     | 0+                     | ?                      | ?                      |
| D. Locatelli | 14                     | 15+                    | ?                      | ?                      |
| G. Mazzotta  | 0                      | 0                      | ?                      | ?                      |
| M. Miltrone  | 13                     | 0                      | ?                      | ?                      |
| Moro         | 2                      | -?                     | ?                      | ?                      |
| R. Mottola   | 12                     | 0+                     | ?                      | ?                      |
| G. Panetta   | ?                      | -?                     | ?                      | ?                      |
| I. Paterno   | 0                      | 0                      | ?                      | ?                      |
| F. Plemich   | ?                      | 12+                    | ?                      | ?                      |
| C. Pranzo    | 1                      | 1+                     | ?                      | ?                      |
| M. Rella     | 3                      | 1+                     | ?                      | ?                      |
| R. Tana      | 13                     | 5+                     | ?                      | ?                      |
| R. Vandelli  | 0                      | 0                      | ?                      | ?                      |
| G. Varola    | ?                      | -?                     | ?                      | ?                      |
| O. Varola    | 12                     | 1+                     | ?                      | ?                      |
| C. Zanni     | ?                      | 9+                     | ?                      | ?                      |